# 세레스 그룹
세레스 그룹(영어: Seres Group, 중국어 간체자: 赛力斯集团股份有限公司)은 중국 충칭시에 본사를 둔 자동차 제조 기업으로, 1986년 9월에 설립되었다.
세레스라는 이름은 "중국"을 의미하는 고대 그리스어 "σῆρες"에서 파생되었다.